# 神部孝
神部 孝（かんべ たかし、1901年9月4日 - 1938年6月15日）は、日本の翻訳家、フランス文学者。

## 来歴
1901年9月4日、静岡県駿東郡楊原村（現・沼津市）に生まれる。
1925年に早稲田大学フランス（佛蘭西）文学科を卒業後、同学科の教員となった（1925年9月−1938年6月）。
1938年6月15日、36才で没しており、後輩である根津憲三は『サランボオ』解説に「この作品の訳者は今から十数年まへの夏、いまだ春秋に富む身を、恵まれた文才を惜しまれながら他界の人となつた」と記している。また、早稲田大学百年史には「神部孝は大正十四年の仏文科卒業生で、昭和三年『文学思想研究』に「メリメ研究」を発表、大学では「テーヌ研究」などの講座を担当、その将来を嘱目された。不幸にして昭和十三年夭折した」と紹介がある。

## 著書

### 翻訳
- 『巡禮』新潮社〈泰西戯曲選集 15〉、1926年。 NCID BB10283933。
- 神部孝 訳『ジヤンジヤツク・ルソオ』新潮社〈文豪評伝叢書 3〉、1926年。doi:10.11501/1019080。 NCID BA74108539。
- 神部孝 訳『ヴィクトル・ユゴオ』新潮社〈文豪評伝叢書 第6〉、1927年。doi:10.11501/1227307。 NCID BN12802504。
- シャルル・ヴィルドラック「ミシェル・オオクレエル」神部孝訳、『佛蘭西現代劇集 仏蘭西篇 5』世界戯曲全集刊行会〈世界戯曲全集 第35巻〉、1928年、1-64頁。doi:10.11501/1190307。 NCID BN08222067。
- フィリップ「若き日の手紙」神部孝訳、『フィリップ全集 1』新潮社、1929年、237-328頁。doi:10.11501/1193728。 NCID BN07190362。
- フィリップ「二十歲の日記附書簡集」神部孝訳、『フィリップ全集 3』新潮社、1930年、401-428頁。doi:10.11501/1193757。 NCID BN07190362。
- 神部孝 訳『昆虫記 7』アルス、1930年。doi:10.11501/1180244。 NCID BN09848427。
- 神部孝 訳『メリメ・ノデイエ短篇集』外語研究社、1934年。doi:10.11501/1216307。 NCID BB20493466。
- 神部孝、新庄嘉章 訳『ユルシュウル・ミルエ : 地方生活場景』河出書房〈バルザック全集 2〉、1935年。doi:10.11501/1718630。 NCID BN10337709。
- 神部孝、高橋新太郎 訳『チャド湖の歸り路』金星堂〈ジイド全集 第17巻〉、1935年。doi:10.11501/1237731。 NCID BN14273277。
- フロオベエル「サランボオ」神部孝訳、『フロオベエル全集 6』改造社、1936年。doi:10.11501/1237975。 NCID BN05601513。
  - フロオベル『サランボオ』 神部孝訳、改造文庫（上下）、1938年
- 神部孝 訳『フィリップ 手紙と日記』新潮社〈新潮文庫 第208編〉、1936年。doi:10.11501/1216393。 NCID BN1497085X。
- 神部孝 訳『サランボオ』実業之日本社〈フロベール全集 第3卷〉、1948年。doi:10.11501/1132695。 NCID BA31916724。

- 神部孝 訳『サランボオ 上』角川書店〈角川文庫 362〉、1953年。doi:10.11501/1691800。 NCID BN0446096X。
- 神部孝 訳『サランボオ 下』角川書店〈角川文庫 363〉、1954年。doi:10.11501/1692283。 NCID BN0446096X。
  - 『サランボオ 上』角川書店〈角川文庫 セット復刊〉、1989年。ISBN 4042014038。 NCID BN08351015。
  - 『サランボオ 下』角川書店〈角川文庫 セット復刊〉、1989年。ISBN 404201402X。 NCID BN08351015。

### 雑誌論文・随筆等
- 神部孝「フランスの立體派及ダーイスト」『読書人』第2巻第6号、第一出版協会、1925年6月、33-35頁。
- 神部孝「自己に徹した先生」『創作』第16巻第11号、創作社、1928年12月、145-147頁。
- 神部孝「酒」『創作』第17巻第1号、創作社、1929年1月、54-55頁。
- 神部孝「腹の底からといふこと」『創作』第17巻第8号、創作社、1929年8月、53-55頁。
- 神部孝「木の十字架(ローラン・ドルヂュレス作)」『ふらんす』第6巻第9号、白水社、1930年9月、2-3頁。
- 神部孝「着流しの樂天主義」『ぬはり : 野榛』第8巻第2号、ぬはり社、1934年2月、40-42頁。
- 神部孝「フロベエルとゾラ」『浪漫古典』第1巻第3号、昭和書房、1934年6月、47-51頁。
- 神部孝「若山牧水の基調」『文藝』第4巻第11号、改造社、1936年11月1日、114-120頁。